# 米倉昌言
米倉 昌言（よねくら まさこと）は、江戸時代後期の大名。武蔵国六浦藩8代藩主。官位は従五位下・下野守、丹後守。維新後、六浦知藩事。子爵。六浦藩米倉家11代。

## 生涯
天保8年（1837年）3月9日、7代藩主・米倉昌寿の六男として誕生した。
安政5年（1858年）5月、13代将軍・徳川家定に御目見し、6月に叙任する。万延元年（1860年）6月24日、父が病気を理由に隠居したため、その跡を継ぐ。幕末の動乱期の中では佐幕派として行動し、田安門番や日光祭礼奉行を務めた後の文久3年（1863年）2月に大坂加番、元治元年（1864年）10月には大番頭を務めた。同年の第一次長州征討、慶応2年（1866年）の第二次長州征討にも参加している。
慶応3年（1867年）末、横須賀製鉄所の警護を務めたが、慶応4年（1868年）の戊辰戦争では新政府に恭順した。明治2年（1869年）6月の版籍奉還で知藩事となり、金沢藩を六浦藩と改称する。明治4年（1871年）7月の廃藩置県で免官となり、明治17（1884年）7月8日、子爵を叙爵。
明治42年（1909年）2月27日、死去。享年73。

## 家族
父母
- 米倉昌寿（父）
- 演暢院 ー 板倉勝長の娘（母）

妻
- 諏訪政子 ー 諏訪忠恕の娘（前妻）
- 本庄竹子 ー 本庄道美の娘（後妻）

子女
- 米倉昌臧（長男）生母は竹子（後妻）
- 米倉昌大（次男）生母は竹子（後妻）
- 米倉米子 ー 諏訪頼固室、生母は竹子（後妻）